# ASVA Studentenvakbond
De ASVA Studentenvakbond (voorheen de ASVA studentenunie en daarvoor de Algemene Studenten Vereniging Amsterdam, opgericht op 25 mei 1945) is een organisatie die zich tot doel heeft gesteld de belangen te behartigen van studenten van de Universiteit van Amsterdam en de Hogeschool van Amsterdam. De organisatie heeft tijdens haar bestaan vele formele en inhoudelijke gedaanteverwisselingen gekend. Gedurende de jaren 60 en 70 verwierf de organisatie grote bekendheid vanwege de sterk linkse ideologie die ze uitdroeg en de Maagdenhuisbezetting in 1969. Inmiddels heeft ASVA een meer pragmatisch karakter waarbij er strategische coalities worden gevormd afhankelijk van de actualiteit.

## Geschiedenis

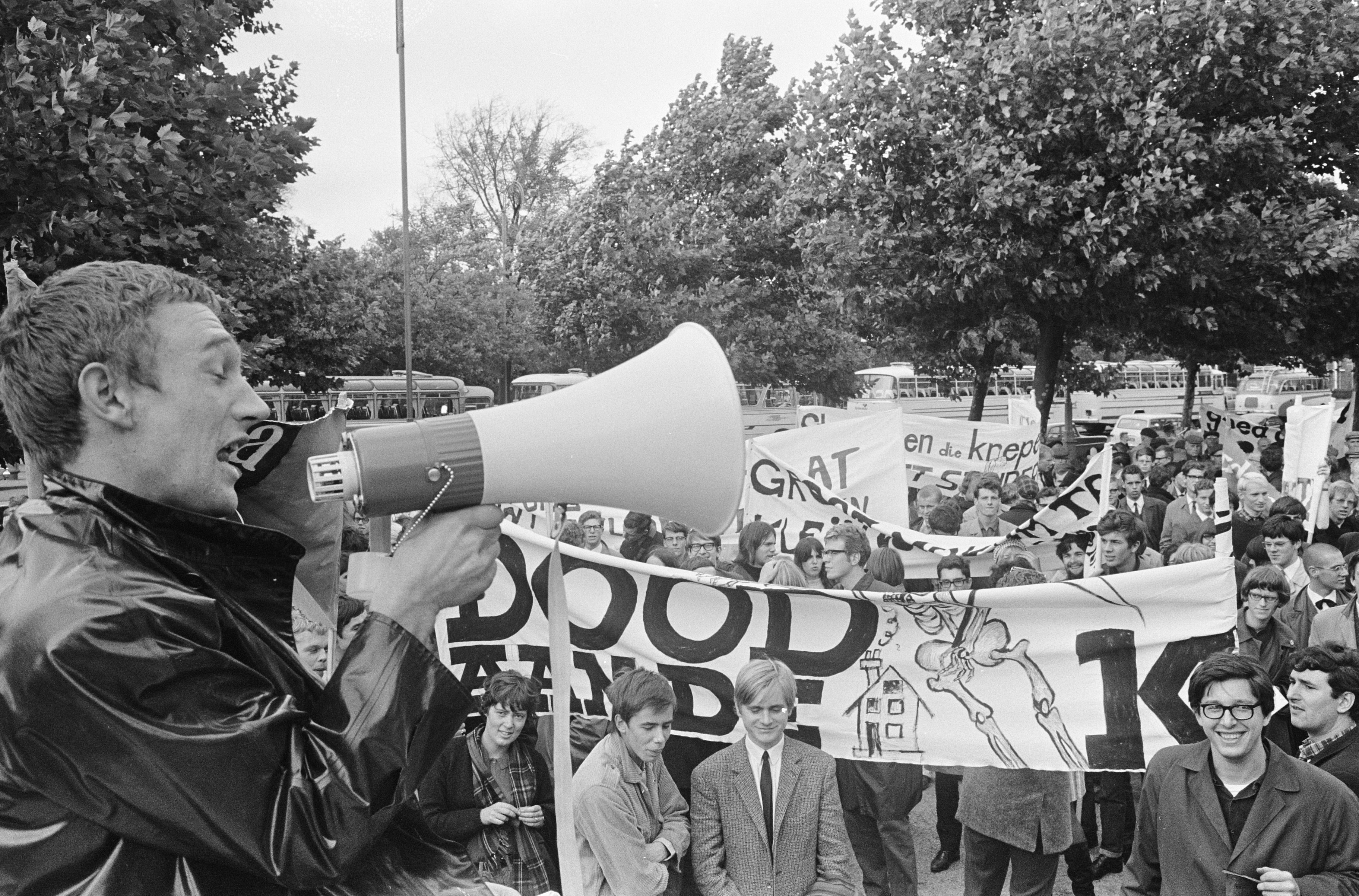
ASVA-voorzitter Han Meijer spreekt demonstrerende studenten toe in Amsterdam op 14 september 1966

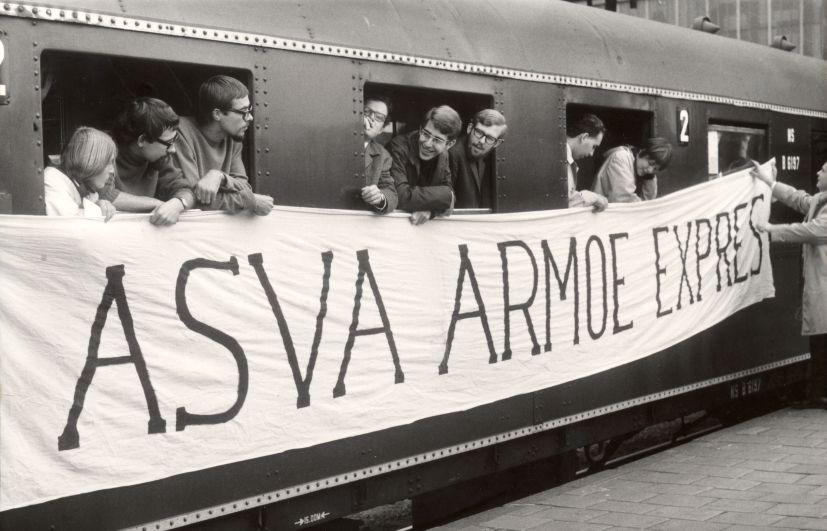
De ASVA Armoe Expres vertrekt van het Centraal Station te Amsterdam met 500 studenten naar Den Haag om te demonstreren tegen de maatregelen van minister Diepenhorst, 28 september 1966

Gedurende de oorlogsjaren vat een groep studenten het plan op om een vereniging op te richten die zich gaat richten op de belangen van alle studenten; ook zij die niet lid zijn van het ASC. Direct na het einde van de Tweede Wereldoorlog, op 25 mei 1945, richten deze studenten de Algemene Studenten Vereniging Amsterdam (A.S.V.A.) op.
Gedurende de jaren 40 en 50 maakt de vereniging een grote groei door. Aan het einde van de jaren 50 is bijna iedere student van de Universiteit van Amsterdam lid van de vereniging. Vooral de kortingen die een lid van de A.S.V.A. krijgt bij een breed scala aan bedrijven en instellingen trekken veel leden.
In de jaren 60 krijgt de pas opgerichte SVB (Studenten Vakbeweging) een grote invloed op de A.S.V.A., die nu een duidelijk (links-)ideologisch geluid laat horen. In 1969 is de ASVA (zoals de vereniging tegen die tijd genoemd wordt) zeer nauw betrokken bij de organisatie van de bezetting van het Maagdenhuis.
In 1968 richt een groepje leden, uit onvrede met de linkse ideologieën, een nieuwe vereniging op: OBAS (Organisatie voor Belangenbehartiging van de Amsterdamse Student). Deze vereniging moet een 'neutraal' tegenwicht bieden tegen de linkse ASVA. Gedurende de jaren 70 en 80 wordt deze organisatie vooral gezien als de rechtse tegenhanger van de ASVA.
In 1967 werd de 'witte pers' van Provo overgenomen. Pamfletten en brochures werden sindsdien niet meer gestencild maar gedrukt. Ook kleine affiches kwamen van de witte pers; van de affiche Johnson oorlogsmisdadiger zijn er à 10 cent duizenden verkocht. De drukkerij werd in 1970 verzelfstandigd als de Socialistische Uitgeverij Amsterdam (SUA), een dochterstichting van de ASVA. De SUA groeide uit tot een professionele linkse uitgeverij en werd in 1982 onafhankelijk van de ASVA. In 1994 werd de SUA overgenomen door uitgeverij Babylon-De Geus.
De studentenverenigingen ASVA en OBAS groeien in de jaren negentig ideologisch weer naar elkaar toe. Onder OBAS-fractievoorzitter Arjen de Wolff en ASVA-fractievoorzitter Marije Hulsinga wordt in de Universiteitsraad voor het eerst na de splitsing weer een gezamenlijke studentenfractie gevormd. Een fusiepoging tussen de twee verenigingen in 1994, aangevoerd door Arjen de Wolff bij de OBAS en voorzitter Lennart Booij van de ASVA, mislukt omdat de ledenvergadering van de OBAS het voorstel verwerpt. Maar in 1997 blijken de verschillen tussen de twee organisaties niet meer zo groot. Beide verenigingen besluiten bovendien, met de invoering van de wet Modernisering universitaire bestuursorganisatie (MUB), geen kandidaten meer te leveren voor de Universiteitsraad. De organisaties besluiten te fuseren, en het resultaat van deze fusie gaat ASVA|OBAS heten.
Inmiddels is in 1993 de Stichting Studentenunie opgericht, met als doel om, naar Amerikaans model, studenten middels deze stichting zelf voor hun studentenvoorzieningen te laten zorgen. In 1999 blijken ook de verschillen tussen deze organisatie en de, inmiddels politiek neutrale, ASVA|OBAS erg klein. De fusie van de twee organisaties tot ASVA studentenunie is dan ook op 6 februari 1999 een feit.
Sinds 2018 is ASVA weder een studentenvakbond, mede door de nasleep van de bezetting van het Maagdenhuis in 2015, het gebrek van medezeggenschap in het tertiair onderwijs, het succes van de campagne voor het terugbrengen van de studiefinanciering.
De ASVA Studentenvakbond is aangesloten als lidorganisatie bij het Interstedelijk Studenten Overleg en is als vakbond verbonden aan de LSVb.

## Bekende bestuursleden of betrokkenen
- Frits Bolkestein
- Ferd Crone
- Elsbeth Etty
- Bertus Hendriks
- Erik Jurgens
- Maarten van Poelgeest
- Judith Sargentini
- Constant Vecht
- Max van Weezel
- Dik Wolfson
- Erik van Bruggen
- Lennart Booij
- Jurryt van de Vooren
- Bob van Schijndel
- Troetje Loewenthal